# Imiterit
Imiterit (IMA-Symbol Imi) ist ein sehr selten vorkommendes Mineral aus der Mineralklasse der „Sulfide und Sulfosalze“ mit der chemischen Zusammensetzung Ag2HgS2 und damit chemisch gesehen ein Silber-Quecksilber-Sulfid.
Imiterit kristallisiert im monoklinen Kristallsystem und entwickelt gelegentlich kleine, nadelige Kristalle bis etwa einen Zentimeter Länge mit starkem Metallglanz auf den Oberflächen. Meist findet er sich in Form unregelmäßiger Körner und in Mineral-Aggregaten. Das Mineral ist in jeder Form undurchsichtig (opak) und seine Farbe variiert zwischen Hellgrau, Silbergrau und Stahlgrau bis Schwarz.

## Etymologie und Geschichte
Erstmals entdeckt wurde Imiterit im Silbererz-Tagebau „Imiter“ (Imiter Mine) bei Boumalne Dadès in der marokkanischen Provinz Ouarzazate. Die Erstbeschreibung erfolgte durch J. J. Guillou, J. Monthel, P. Picot, F. Pillard, J. Protas und J. C. Samama, die das Mineral nach dessen Typlokalität benannten. Das Mineralogenteam um Guillou sandte seine Analyseergebnisse und den gewählten Namen zur Prüfung an die International Mineralogical Association (interne Eingangs-Nr. der IMA: 1983-038), die den Imiterit als eigenständige Mineralart anerkannte. Die Publikation der Erstbeschreibung folgte 1985 im französischen Fachmagazin Bulletin de Minéralogie und wurde ein Jahr später im englischsprachigen Fachmagazin American Mineralogist mit der Publikation der New Mineral Names bestätigt.
Das Typmaterial des Minerals wird im Bureau de recherches géologiques et minières (BRGM) in Orléans und der Mines ParisTech (École des mines de Paris) in Frankreich aufbewahrt.
Die ursprünglich von den Erstbeschreibern gewählte Schreibweise Imitérit (französisch Imitérite) ist seit 2008 diskreditiert, da sich der namensgebende Tagebau ohne Akut über dem ‚e‘ schreibt und es sich daher um ein überflüssiges diakritisches Zeichen handelt.

## Klassifikation
Da der Imiterit erst 1983 als eigenständiges Mineral anerkannt wurde, ist er in der seit 1977 veralteten 8. Auflage der Mineralsystematik nach Strunz noch nicht verzeichnet.
Im zuletzt 2018 überarbeiteten und aktualisierten Lapis-Mineralienverzeichnis nach Stefan Weiß, das sich aus Rücksicht auf private Sammler und institutionelle Sammlungen noch nach dieser alten Form der Systematik von Karl Hugo Strunz richtet, erhielt das Mineral die System- und Mineral-Nr. II/B.06-60. In der „Lapis-Systematik“ entspricht dies der Klasse der „Sulfide und Sulfosalze“ und dort der Abteilung „Sulfide, Selenide und Telluride mit dem Stoffmengenverhältnis Metall : S,Se,Te > 1 : 1“, wo Imiterit zusammen mit Brodtkorbit, Eukairit, Henryit, Jalpait, Mckinstryit, Selenojalpait und Stromeyerit die unbenannte Gruppe II/B.06 bildet.
Die von der IMA zuletzt 2009 aktualisierte 9. Auflage der Strunz’schen Mineralsystematik ordnet den Imiterit ebenfalls in die Abteilung der „Metallsulfide, M : S > 1 : 1 (hauptsächlich 2 : 1)“ ein. Diese ist allerdings weiter unterteilt nach den in der Verbindung vorkommenden Metallen, so dass das Mineral entsprechend seiner Zusammensetzung in der Unterabteilung „mit Quecksilber (Hg), Thallium (Tl)“ zu finden ist, wo es als einziges Mitglied die unbenannte Gruppe 2.BD.05 bildet.
Auch die vorwiegend im englischen Sprachraum gebräuchliche Systematik der Minerale nach Dana ordnet den Imiterit in die Klasse der „Sulfide und Sulfosalze“ und dort in die Abteilung der „Sulfidminerale“ ein. Hier ist er zusammen mit Brodtkorbit in der unbenannten Gruppe 02.05.08 innerhalb der Unterabteilung „Sulfide – einschließlich Seleniden und Telluriden – mit der Zusammensetzung AmBnXp, mit (m + n) : p = 3 : 2“ zu finden.

## Kristallstruktur
Imiterit kristallisiert monoklin in der Raumgruppe P21/c (Raumgruppen-Nr. 14) mit den Gitterparametern a = 4,04 Å; b = 8,01 Å; c = 6,58 Å und β = 107,1° sowie zwei Formeleinheiten pro Elementarzelle.

## Bildung und Fundorte

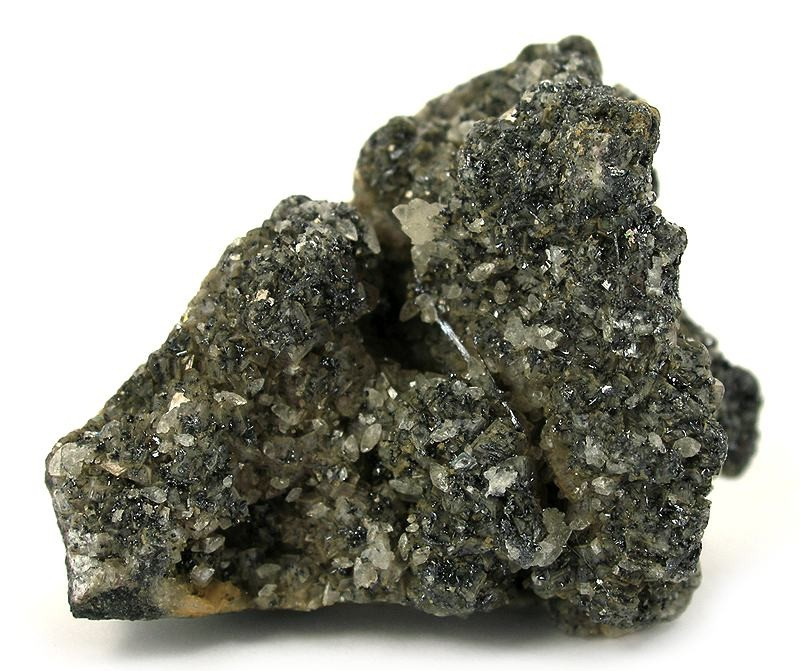
Kristallstufe mit Imiterit-Nadeln von mehreren Millimetern Größe aus der Imiter-Mine, Marokko

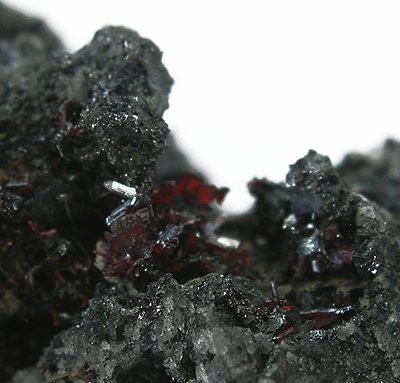
Imiterit (silbrige Nadeln) auf Proustit (dunkelrot) aus der Imiter-Mine (Gesamtgröße: 5,8 cm × 3,6 cm × 2,7 cm)

Imiterit bildet sich in Hydrothermal-Adern pyrithaltiger Lagerstätten, wo er neben Pyrit noch mit anderen Sulfidmineralen wie Akanthit, Arsenopyrit, Chalkopyrit, Galenit, Markasit, Polybasit und Sphalerit, aber auch mit häufig vorkommenden Karbonat Calcit vergesellschaftet sein kann.
Als seltene Mineralbildung konnte Imiterit nur an wenigen Fundorten nachgewiesen werden, wobei bisher (Stand 2013) etwas mehr als 10 Fundorte bekannt sind. Neben seiner Typlokalität, dem Tagebau „Imiter“ trat das Mineral in Marokko bisher nur noch in der nahegelegenen Grube „Igoudrane“ im Jbel-Sarhro-Gebirge.
In Deutschland fand man Imiterit bisher in einem Gabbro-Steinbruch bei Nieder-Beerbach in Hessen und den Gruben „Alexander“ und „Dörnberg“ bei Ramsbeck im nordrhein-westfälischen Hochsauerlandkreis.
Der bisher einzige bekannte Fundort in Österreich ist Ruden im Astental in der Goldberggruppe in Kärnten.
Weitere bisher bekannte Fundorte sind die „San Giovanni Mine“ bei Punta della Torre in der italienischen Provinz Carbonia-Iglesias (Sardinien), die „Andrássy III. Mine“ in der ungarischen Gemeinde Rudabánya, die Grube „Lill“ bei Březové Hory und Jáchymov in  Böhmen sowie die „Golden Rule Mine“ bei Jamestown im Tuolumne County (Kalifornien) und die „Geis Mine“ bei Cone Butte im Fergus County (Montana) in den Vereinigten Staaten von Amerika (USA).